# Calamus lambirensis
Calamus lambirensis är en enhjärtbladig växtart som beskrevs av John Dransfield. Calamus lambirensis ingår i släktet Calamus och familjen Arecaceae. Inga underarter finns listade i Catalogue of Life.